# کسکید (آیداهو)
کسکید(به انگلیسی: Cascade) شهری در شهرستان ولی ایالت آیداهو است که جمعیت آن در سرشماری سال ۲۰۱۰ میلادی ۹۳۹ نفر بوده است.

## موقعیت جغرافیایی
موقعیت جغرافیایی شهرها و مناطق اطراف به شرح زیر است: